# Nicholas Brodszky
Nicholas « Slug » Brodszky (en russe Николай Бродский, connu aussi sous les noms de Nikolaus Brodszky ou Miklós Brodszky), né le 20 avril 1905 à Odessa et mort le 24 décembre 1958 à Hollywood est un compositeur russe d'origine hongroise et juive.

## Biographie
Brodszky est né à Odessa (aujourd'hui en Ukraine), de parents hongrois. Il a parlé le hongrois toute sa vie. Il étudie et travaille à Rome, Vienne, Berlin et Budapest. Dans les années 1920, il contribue à des opérettes viennoises. Le premier film auquel il participe est réalisé à Vienne en 1930 avec Richard Tauber et Gitta Alpa.
Il obtient quelques succès en Allemagne et en Autriche, mais doit fuir le nazisme et se rend d'abord en Angleterre. Il émigre ensuite aux États-Unis. Il écrit les partitions de comédies musicales : The Toast of New Orleans (1950); Rich Young and Pretty (1951); Because You're Mine (1952); Small Town Girl (1953); The Student Prince (1954); Love Me or Leave Me (1955); et Serenade (1956). Il compose la musique du film en yiddish Die Purimspieler (1939).
Parmi ses chansons les plus célèbres écrites avec le parolier Sammy Cahn, on peut citer Be My Love, I'll Never Stop Loving You, Because You're Mine, Serenade, et My Destiny. Il écrit trois chansons pour The Student Prince: Summertime in Heidelberg, Beloved et I'll Walk with God (lyrics de Paul Francis Webster). Son plus grand succès populaire est Be My Love, écrite pour le film The Toast of New Orleans et enregistrée par Mario Lanza, puis par le ténor espagnol Luis Mariano en français : Pour t'aimer. Cette chanson lui vaut une de ses 5 nominations aux Oscars :
- 1950 : Be My Love
- 1951 : Wonder Why
- 1952 : Because You're Mine
- 1953 : My Flaming Heart
- 1955 : I'll Never Stop Loving You'

Brodszky meurt à l'âge de 53 ans à Hollywood.

## Œuvres principales
Musique de film
- 1945 : Le Chemin des étoiles (The Way to the Stars) d'Anthony Asquith
- 1946 : Amour tragique (Beware of Pity) de Maurice Elvey
- 1957 : Dix Mille Chambres à coucher de Richard Thorpe
- 1956 : The Opposite Sex
- 1956 : Sérénade
- 1954 : La Flamme et la Chair (Flame and the Flesh) de Richard Brooks
- 1953 : Le Joyeux Prisonnier
- 1949 : L'Inconnu d'un soir
- 1947 : Un homme dans la maison
- 1946 : Amour tragique

Opérettes
- Chansons pour The Student Prince de Sigmund Romberg
- Die verliebte Königin